# Leptogenys nebra
Leptogenys nebra é uma espécie de formiga do gênero Leptogenys, pertencente à subfamília Ponerinae.